# Estatuto de Autonomía de Castilla
El Estatuto de Autonomía de Castilla fue un proyecto de norma jurídica para la autonomía de Castilla (Castilla la Vieja y la Región de León) promovido por diputados del Partido Agrario y Acción Popular, ambos de derechas, en 1936. Desde la CEDA, el 20 de mayo de 1936, el salmantino José María Gil-Robles dijo "Castilla no puede quedar sin Estatuto", declaración que se vio como sorprendente.
En un artículo de 27 de junio de 1936, el castellanista Carlos Alonso Sánchez, exmilitante del Partido Republicano Radical Socialista, criticó el novedoso autonomismo de la CEDA (derecha), porque afirmaba que ese repentino interés derechista era inoportuno pues provocaría la inmediata reacción de las izquierdas y paralizaría el proceso.
Dentro de la CEDA, Ricardo Cortés Villasana, procedente de la efímera Unión Castellana Agraria, sí representó una posición "favorable a que Castilla y León alcanzasen un estatus autonómico como el de Cataluña y el País Vasco". El Dr. G. León Palenzuela dice de Cortés Villasana que cuenta con "suficientes avales" para colocarlo a la altura del valencianista Luis Lucia Lucia.